# Bziniczka
Bziniczka (Brzyniczka) – potok, prawy dopływ Małej Panwi o długości 19,75 km. 
Potok płynie początkowo w województwie śląskim, a następnie w województwie opolskim. Wypływa z okolic Gwoździan. Źródło Bziniczki zlokalizowane jest na wysokości ok. 270 m n.p.m. Płynie w większości w leśnym otoczeniu uregulowanym korytem o szerokości 2-3 m. Na zachód od Pluder opuszcza teren gminy Dobrodzień i wpływa do gminy Kolonowskie. Na tym odcinku charakteryzuje się zbliżonym do naturalnego przebiegiem koryta o średniej szerokości 3 m. Bziniczka uchodzi do Małej Panwi w Kolonowskiem na wysokości 190 m n.p.m.
W gminie Kolonowskie wokół rzeki stworzony został zespół przyrodniczo-krajobrazowy "Nad Bziniczką". Od rzeki wywodzi się nazwa wsi Bzinica Stara, przez którą ona przepływa.